# Сапуњача
Сапуњача (Saponaria officinalis L.) је зељаста лековита биљка из породице каранфила. Научни назив ове биљке потиче од латинске речи за сапун sapo (Saponariа) а епитет officinalis упућује на њена лековита својства

## Опис биљке
Вишегодишња зељаста биљка са дебелим ваљкастим ризомом. Стабљика висока 30-90 цм, усправна, у горњој половини граната обично без длака. Листови наспрамно распоређени, издужено јајасти, зашиљени са кратким дршкама. Обод лиске је цео. Цветови крупни, мирисни, сакупљени у цвасти дихазијуме, које све заједно на једном изданку граде метлицу. Чашица цилиндрична са 5 зубаца, светлозелена. Круничних листића 5, много дужих од чашице, слободни, бели или светлоружичасти. Прашника 10. тучак са дугуљастим плодником са два кончаста стубића. Плод је чахура са 4 или 5 зубаца. Семена много, ситна. Цвета VI-IX.

## Распрострањење
Самоникло расте широм Европе и Азије до Сибира. Гаји се као украсна и лековита врста.

## Станиште
Расте на влажним местима, поред путева, јарака, река, у врбацима

## Употреба
Користи се корен (Saponariae radix). Ризом са корењем се вади у рано пролеће или у јесен. Осушени корен се употребљава код прехлада, кашља, за избацивање слузи. Корен сапуњаче је и благ диуретик. Најчешће се примењује у облику чаја, одвара или прашка.